# ライオンファングス
ライオンファングス（英: LION FANGS）は、2023年現在トップイーストリーグCグループに所属するLIONのラグビーユニオンチーム。練習グラウンドは、千葉県市原市にある。

## 概要
- チームのキャラクターにはライオンを使っている。

## 歴史
- 1972年 ライオンラグビー部として創部
- 2009年 チーム名称をLION FANGSに変更
- 2017年 トップイーストリーグ2部全勝優勝

## タイトル
最上位リーグ
なし
下位リーグ
- トップイーストリーグDiv.2　優勝：1回（2017）
- トップイーストリーグCグループ　優勝：2回（2022、2023）

## 成績

### リーグ戦戦績
- 1999-2000 関東社会人リーグ2部 Bブロック 優勝（7勝）
- 2000-2001 関東社会人リーグ2部 Aブロック 優勝（7勝）、関東社会人リーグ1部昇格
- 2001-2002 関東社会人リーグ1部 Bグループ 8位（7敗）
- 2002-2003 関東社会人リーグ1部 Bグループ 6位（2勝5敗）
- 2003-2004 関東社会人リーグ1部 8位（2勝7敗）
- 2004-2005 関東社会人リーグ1部 6位（4勝5敗）
- 2005-2006 関東社会人リーグ1部 10位（9敗）
- 2006-2007 関東社会人リーグ1部 9位（3勝7敗）
- 2007-2008 関東社会人リーグ1部 9位（2勝7敗1分）
- 2008-2009 関東社会人リーグ1部 11位（1勝9敗1分）
- 2009-2010 関東社会人リーグ1部 11位（10敗1分）
- 2010-2011 関東社会人リーグ1部 9位（2勝8敗）
- 2011-2012 関東社会人リーグ1部 6位（2勝5敗）
- 2012-2013 関東社会人リーグ1部 4位（4勝3敗）
- 2013-2014 関東社会人リーグ1部 優勝（7勝）、順位決定戦の結果、関東社会人リーグ1部残留
- 2014-2015 関東社会人リーグ1部 優勝（7勝）、順位決定戦の結果、トップイーストリーグDiv.2昇格
- 2015-2016 トップイーストリーグDiv.2 6位（3勝4敗）
- 2016-2017 トップイーストリーグDiv.2 7位（2勝5敗）、順位決定戦：4位、トップイーストリーグDiv.2残留[2]
- 2017-2018 トップイーストリーグDiv.2 優勝（6勝1敗）、順位決定戦：4位、トップイーストリーグDiv.2残留
- 2018-2019 トップイーストリーグDiv.2 3位（5勝2敗）
- 2019-2020 トップイーストリーグDiv.2 5位（3勝3敗1分）、リーグ再編に伴いトップイーストリーグCグループへ参入[3]
- 2020-2021 リーグ戦中止
- 2021-2022 トップイーストリーグCグループ 6位（2勝5敗）
- 2022-2023 トップイーストリーグCグループ 優勝（7勝）、入替戦：敗北、トップイーストリーグCグループ残留
- 2023-2024 トップイーストリーグCグループ 優勝（6勝1敗）、入替戦：敗北、トップイーストリーグBグループ昇格[4]
- 2024-2025 トップイーストリーグBグループ 4位（1勝7敗）、入替戦：勝利、トップイーストリーグBグループ残留

## 2019年度スコッド
- 主将　高橋健太郎

| ポジション | 選手名     | 出身校     | 代表 キャップ |
| ---------- | ---------- | ---------- | ------------- |
| PR         | 伊藤邦行   | 行田工業高 |               |
| PR         | 望月陽平   | 法政大     |               |
| PR         | 富田延行   | 法政大     |               |
| PR         | 小池健太   | 立正大     |               |
| PR         | 大塚智加人 | 中央大     |               |
| PR         | 甲斐尚哉   | 帝京大     |               |
| PR         | 中村結平   | 立正大     |               |
| HO         | 川原昴     | 東海大     |               |
| HO         | 吉田健人   | 日本大     |               |
| LO         | 佐藤祐     | 筑波大     |               |
| LO         | 古宮章智   | 流通経済大 |               |
| LO         | 金子剛啓   | 法政大     |               |
| LO         | 吉田英之   | 帝京大     |               |
| LO         | 谷垣内強   | 東海大     |               |
| LO         | 西村卓     | 同志社大   |               |
| LO         | 巽健太郎   | 立命館大   |               |
| FL         | 太田達也   | 専修大     |               |
| FL         | 島田大介   | 成蹊大     |               |
| FL         | 横山洋人   | 流通経済大 |               |
| FL         | 徳永吉彦   | 中央大     |               |
| FL         | 丸本頼斗   | 東海大     |               |
| FL         | 藤田雅士   | ？         |               |
| No.8       | 高橋健太郎 | 法政大     |               |
| No.8       | 日高健     | 明治大     |               |

| ポジション | 選手名     | 出身校     | 代表 キャップ |
| ---------- | ---------- | ---------- | ------------- |
| SH         | 水谷祥之   | 立命館大   |               |
| SH         | 向山裕人   | 法政大     |               |
| SO         | 清水駿     | 立命館大   |               |
| SO         | 松下隆三   | 中央大     |               |
| SO         | 清水公     | 國學院大   |               |
| CTB        | 井上雅人   | 立命館大   |               |
| CTB        | 中澤友太郎 | 東海大     |               |
| CTB        | 鹿野貴也   | 明治学院大 |               |
| CTB        | 内野翔太   | 中央大     |               |
| CTB        | 福澤瑛司   | 立教大     |               |
| WTB/FB     | 高山将一   | 法政大     |               |
| WTB/FB     | 嶋田将也   | 武蔵大     |               |
| WTB/FB     | 山本秀文   | 法政大     |               |
| WTB/FB     | 菊池功一郎 | 日本体育大 |               |
| WTB/FB     | 永野裕識   | 成蹊大     |               |
| WTB/FB     | 佐藤春樹   | 早稲田大   |               |
| WTB/FB     | 森功至     | 東海大     |               |
| WTB/FB     | 藤巻洋平   | 成蹊大     |               |